# Det Norske Samlaget
Det Norske Samlaget ("norska samfundet") är ett norskt bokförlag grundat 24 mars 1868 med syfte att utge böcker på nynorska.
Det Norske Samlaget är indelat i två institutioner: Litteraturselskapet, en kulturpolitisk organisation, och själva bokförlaget som sedan 1978 är en stiftelse och sköter den ekonomiska driften.

## Historik
Stiftarna var några framstående förespråkare för landsmål (som då var nynorskans namn), därbland Ivar Aasen, Elias Blix, Hans Ross, Ernst Sars, Aasmund Vinje och Hagbard Emanuel Berner, som var sällskapets ordförande de tio första åren och blev landsmålsrörelsens centrum.
Samfundet, som utgav en mängd betydelsefulla skrifter, hade eget pressorgan, Syn og segn (startat 1894, sedan 1910 månatligt), och åtnjöt sedan 1893 årligt statsanslag (för 1913-14 7 000 kr). 1902 delades samfundet i "landsmaalslaget", som fortsatt den tidigare verksamheten, och "Bymålslaget", som arbetade i av språkreformatorn Knud Knudsen angiven riktning, efter 1909 med tidskriften Maal og minne.